# Publi Valeri Asiàtic (cònsol any 46)
Publi Valeri Asiàtic (enllatí: Publius Valerius Asiaticus) va ser un magistrat romà del segle i. Formava part de la gens Valèria, suposadament d'origen sabí.
Va ser cònsol sufecte en temps de Calígula, però l'any és incert. Va ser també cònsol sota Claudi l'any 46 amb Marc Juni Silà. Havia estat molt amic de Calígula però va rebre per part de l'emperador un insult brutal i quan Calígula va ser assassinat, Valeri se’n va alegrar i va aturar als soldats que buscaven als assassins.
Valeri era molt ric i això va portar la seva desgràcia. L'emperadriu Valèria Messal·lina cobejava els seus jardins a Roma, que havien estat de Luci Licini Lucul·le, i que encara els havia ampliat. Ella sospitava que tenia un afer amb Popea Sabina Major, la mare de la futura esposa de Neró, a la qual temia i detestava. Per desfer-se dels dos al mateix temps va induir al seu amic Suil·li a acusar-los, mentre el llibert Sosibi, també per ordre seva, alertava a Claudi sobre el poder i riquesa de Valeri. Tot això passava l'any 47, després del seu consolat, al que Valeri havia renunciat després d'un curt període el 47 per evitar enveges, però no es va lliurar per això i va ser acusat per Suil·li d'haver participat en l'assassinat de Calígula i de buscar el suport d'un exèrcit germànic (Valeri havia nascut a Viena del Delfinat i tenia connexions a la zona) per assolir el poder.
Claudi s'ho va creure fàcilment i Valeri va ser detingut a Baiae i portat davant l'emperador on Suil·li va fer l'acusació formal. Valeri es va defensar i Claudi l'hauria deixat anar però Messal·lina va convèncer a Vitel·li, llavors cònsol, d'influir en l'emperador per condemnar-lo a mort. Se li va deixar escollir la forma de morir i es va obrir les venes.